# 田崎重吉
田崎 重吉（たさき しげよし、生年不詳 - 寛永15年2月28日〈1638年4月12日〉）は、江戸時代前期の人物。
島原の乱の一揆勢指導者のひとりで、天草十七人衆のひとり。田崎刑部の名で史料に見られる。
森宗意軒の弟子で宗意軒と天草四郎のことを天草に触れまわり、一揆を促す。
島原の乱にて中老・旗奉行として原城二の丸の出丸を守備した。最期は詳細不明だが、『天草騒動』によると原城落城時に大矢野松右衛門・千束善右衛門らとともに戦うが負傷したため、岩角に頭をぶつけて自害したという。